# Ю Чонён
Ю Чонён (кор. 유정연; при рождении Ю Гёнван (кор. 유경완); род. 1 ноября 1996 года, более известная как Чонён) — южнокорейская певица. Является ведущей вокалисткой корейской гёрл-группы Twice.

## Ранняя жизнь и карьера
Ю Чонён родилась 1 ноября 1996 года в Сувоне, Южная Корея. Её старшая сестра — актриса Кон Сынён.
1 марта 2010 года прошла шестое открытое прослушивание JYP Entertainment и, заняв первое место, присоединилась к ним для стажировки. Была определена в группу 6mix, которая так и не дебютировала из-за ухода двух участниц. В 2014 году вместе с Наён снялась в клипе GOT7 на песню «Girls Girls Girls» и в 2015 году в клипе «Only You» miss A.
5 мая 2015 года состоялась премьера реалити-шоу «Sixteen», по результатам которого Чонён стала участницей группы Twice. Дебют состоялся 20 октября 2015 года.
С 3 июля 2016 года по 22 января 2017 года была постоянной ведущей музыкального шоу Inkigayo.

## Дискография
| Год  | Артист | Песня              | Альбом        |
| ---- | ------ | ------------------ | ------------- |
| 2017 | Twice  | «Love Line»        | Twicetagram   |
| 2018 | Twice  | «Sweet Talker»     | What Is Love? |
| 2018 | Twice  | «LaLaLa»           | Yes or Yes    |
| 2019 | Twice  | «21:29»            | Feel Special  |
| 2020 | Twice  | «Sweet Summer Day» | More & More   |
| 2022 | Twice  | «Celebrate»        | Celebrate     |
| 2024 | Twice  | «BLOOM»            | With YOU-th   |

### Саундтреки
| Название                                     | Год  | Альбом         |
| -------------------------------------------- | ---- | -------------- |
| «Like a star (별처럼)» (вместе с Гон Сын Ён) | 2018 | My Dream Class |

## Фильмография

### Фильмы
| Год  |   | Русское название | Оригинальное название | Роль              |
| ---- | - | ---------------- | --------------------- | ----------------- |
| 2018 | ф | TWICELAND        | TWICELAND             | В роли самой себя |

### Шоу
| Год       | Телеканал | Название             | Примечания          |
| --------- | --------- | -------------------- | ------------------- |
| 2015      | Mnet      | SIXTEEN              | Шоу на выживание    |
| 2016      | KBS       | Muscle Queen Project |                     |
| 2016      | SBS       | Закон Джунглей       |                     |
| 2016—2017 | SBS       | Inkigayo             | Вместе с Гон Сын Ён |

## Награды и номинации
| Год  | Премия                        | Категория                                   | Номинация | Результат |
| ---- | ----------------------------- | ------------------------------------------- | --------- | --------- |
| 2016 | 10-я SBS Entertainment Awards | Newcomer Award (Female) вместе с Гон Сын Ён | Inkigayo  | Победа    |